# Partido Encuentro Social de Baja California
El Partido Encuentro Social Baja California (PES) es un partido político estatal de derecha. Fue fundado por Hugo Eric Flores Cervantes como asociación civil en 2003, obtuvo el registro como partido político estatal en Baja California el 30 de octubre de 2006.

## Historia
En 2001 se trazan con planes de crear un partido político, para entonces contaban con 18 comités estatales y con 60,595 afiliados en 25 estados de la república.
El 13 de mayo de 2005 fue creada la asociación civil «Agrupación Política Nacional Encuentro Social», contando para entonces con 30 candidatos en 30 distritos plurinominales del todo el país. El 30 de octubre de 2006 el Consejo Estatal Electoral de Baja California le otorgó el registro como partido político bajo el nombre de Encuentro Social APN y en el mismo año pudo obtener 6 candidatos a diputados en 5 estados de la república.
En el proceso electoral de 2007 se coligó con el Partido Acción Nacional y el Partido Nueva Alianza, en la «Alianza por Baja California», logrando una diputación estatal y presencia en los cabildos del mismo.
El proceso Electoral del 2010 fue en alianza nuevamente con el Partido Acción Nacional y el Partido Nueva Alianza logrando ganar, y obteniendo un regidor en cada municipio excepto en Tecate. Se puso como regidor por Tijuana a Rodolfo Olimpo Hernández Bojórquez, por Mexicali a la regidora Claudia Herrera, en Ensenada al regidor Alejandro González, y por Rosarito a Sergio Sotelo Félix.
En las elecciones estatales de Baja California de 2013 hizo la coalición "Compromiso por Baja California" con el PRI, PVEM y PT, siendo derrotados por la coalición «Unidos por Baja California» representada por el PAN, PRD, Nueva Alianza y el Partido de Baja California, pero logró una segunda diputación y 5 regidurías en Baja California.
En 2017, el Partido Encuentro Social nacional decide registrarse ante el Instituto Estatal Electoral de Baja California (IEEBC) para contender en las elecciones estatales de Baja California de 2019, lo que genera división en el partido local, desmarcándose así de este y buscando una nueva identidad propia. En junio de 2018, ese grupo que se mantuvo en el partido local decide cambiar de nombre para diferenciarse del partido político nacional. El Instituto Estatal Electoral de Baja California aprueba el cambio y registro del PESBC pasa a ser de Transformemos.

## Resultados electorales

### Gobernador
| Año  | Resultado | Candidato                   | Votación | %     | Lugar | Comentario                              |
| ---- | --------- | --------------------------- | -------- | ----- | ----- | --------------------------------------- |
| 2007 | Gana      | José Guadalupe Osuna Millán | 436 360  | 50.43 | 1.º   | En coalición con el PAN y Nueva Alianza |
| 2013 | Pierde    | Fernando Castro Trenti      | 417 909  | 44    | 2.º   | En coalición con el PRI, PVEM y PT.     |

### Congreso de Baja California
| Año     | Elección | Elección | # de escaños | Posición           | Gubernatura                 | Gubernatura |
| Año     | votos    | %        | # de escaños | Posición           | Gubernatura                 | Gubernatura |
| ------- | -------- | -------- | ------------ | ------------------ | --------------------------- | ----------- |
| 2007    | N.D      | N.D      | 1/25         | Minoría            | José Guadalupe Osuna Millán |             |
| 2010    | N.D      | N.D      | 0/25         | Sin representación | José Guadalupe Osuna Millán |             |
| 2013    | N.D      | N.D      | 1/25         | Minoría            | Francisco Vega de Lamadrid  |             |
| 2016    | N.D      | N.D      | 1/25         | Minoría            | Francisco Vega de Lamadrid  |             |
| Fuente. |          |          |              |                    |                             |             |

### Ayuntamientos
| Año                    | Resultados | Comentarios                             |
| ---------------------- | ---------- | --------------------------------------- |
| 2007                   | 4/5        | En coalición con el PAN y Nueva Alianza |
| 2010                   | 0/5        |                                         |
| 2013                   | 3/5        | En coalición con el PRI, PVEM y PT.     |
| 2016                   | 0/5        |                                         |
| Fuente.                |            |                                         |
| Alcaldías en coalición |            |                                         |